# Heinrich Eberbach
Heinrich Eberbach (24 de novembre de 1895 - 13 de juliol de 1992) va ser un general alemany durant la Segona Guerra Mundial que va comandar el 5è Exèrcit Panzer durant la invasió aliada de Normandia. Va ser condecorat amb la Creu de cavaller de la Creu de Ferro amb Fulles de roure.

## Biografia
Heinrich Eberbach va néixer el 24 de novembre de 1895 a Stuttgart, a l'Imperi Alemany. Eberbach es va graduar amb el seu Abitur (diploma de secundària preparatòria universitària) el 30 de juny de 1914. L'1 de juliol de 1914, Eberbach es va incorporar a l'exèrcit de Württemberg . Amb l'esclat de la Primera Guerra Mundial, la unitat d'Eberbach es va desplegar al front occidental. El 16 d'octubre de 1914, Eberbach va resultar ferit a la cuixa per metralla d'artilleria. El setembre de 1915, Eberbach va resultar ferit de gravetat, va perdre el nas i va convertir-se en presoner de guerra per les forces franceses.
Durant la dècada de 1920 Eberbach va ser un oficial de policia; el 1935 s'uní a la Wehrmacht. El 1938 Eberbach es va convertir en comandant d'un regiment Panzer, a la recent constituïda 4a Divisió Panzer sota el general Georg-Hans Reinhardt.

### Segona Guerra Mundial
Eberbach va participar en la invasió alemanya de Polònia el setembre de 1939 i després el 1940 a la batalla de França. La seva unitat va donar suport a l'ofensiva del general Hasso von Manteuffel al maig del riu Mosa.
Poc després de l'inici de la invasió d' Alemanya a la Unió Soviètica el juny de 1941, va ser assignat com a comandant de la 5a Brigada Panzer al XXIV Panzerkorps de Leo Geyr von Schweppenburg.
Durant la batalla de Moscou, Eberbach va encapçalar l'ofensiva del grup Panzer 2 cap a Moscou com a comandant d'un kampfgruppe d' armes combinades dins de la 4a divisió Panzer. L'atac va començar el 30 de setembre i en només dos dies de lluita el Kampfgruppe Eberbach havia aconseguit un avenç net, avançat sobre 120 quilòmetres, i va posar tot el front soviètic de Bryansk en una posició desastrosa mentre patia pèrdues inassumibles. Eberbach va demostrar la seva flexibilitat com a líder de la tropa, separant dos batallons per ajudar els esforços de la 3a Divisió Panzer a la mateixa zona d'operacions a prop de Bryansktot i servir sota una divisió diferent. Els atacs aeris soviètics i una escassetat de combustible a principis del 2 d'octubre no van aconseguir que els agressius líders de combat del kampfgruppe avancessin a la ciutat d'Orel, acabant els esforços de trasllat industrial soviètic allí i capturant un centre de comunicacions clau del front de Bryansk, el 3 Octubre. Les pèrdues de Kampfgruppe Eberbach havien estat lleus: 6 tancs fora de combat, 34 homes morts i 121 ferits. Aquest va ser un preu reduït a pagar per la ruptura completa de les línies soviètiques i la captura d'una ciutat de tan valor estratègic. La quarta divisió Panzer també havia capturat 1.600 soldats soviètics, la majoria obra del Kampfgruppe Eberbach.
El març de 1942 va ser fet comandant de la 4a divisió Panzer, a les línies alemanyes enfront de la ciutat russa de Sukhinitxi, aproximadament a 120 quilòmetres a l'oest de Tula. A finals de novembre de 1942, Eberbach va ser nomenat comandant del XLVIII Panzerkorps que acabava de vèncer en els primers dies de l'operació Urà, a prop del punt mig de la batalla de Stalingrad. Eberbach va ser aviat ferit i evacuat, restant hospitalitzat fins al febrer. Després es va convertir en inspector de les tropes blindades a l'exèrcit domèstic, va ser condecorat amb la creu de cavaller de la creu de ferro i va ser ascendit a tinent general.
El novembre de 1943, Eberbach es va convertir en comandant de les tropes al voltant de Nikopol i va lluitar en batalles al voltant de Jitòmir. A principis de 1944, Eberbach va ser ascendit al rang de general der Panzertruppe. Durant la invasió aliada de Normandia, va lluitar contra els desembarcaments britànics al llarg de les platges Juno i Sword. El 2 de juliol va prendre el comandament del "Grup Panzer Oest" (5è Exèrcit Panzer) quan Leo Geyr von Schweppenburg va resultar ferit. El 9 d'agost, aquesta força es va dividir, el 5è exèrcit Panzer es va retirar amb les unitats més perjudicades; les unitats efectives es van reorganitzar com "Panzergruppe Eberbach".
Eberbach es va dirigir a dirigir aquesta força en el contraatac a través de Mortain cap a Avranches, que tenia com a objectiu tallar les forces aliades que havien sortit de Normandia. Segons les memòries de la postguerra d'Eberbach, no tenia confiança en l'atac. Quan el general Warlimont de l'OKW va arribar al seu quarter general l'1 d'agost per "aprofundir en la situació", Eberbach li va dir que «l'única solució possible era un retrocés immediat a la línia Sena-Yonne.» Tanmateix, Warlimont va negar la petició d'Eberbach de retirar-se, i va confirmar l'ordre d'atacar.
L'atac va fallar i la major part de Panzergruppe Eberbach i del 7. Armee va ser envoltat i destruït a la bossa de Falaise. Eberbach va escapar i va rebre el comandament de les restes del 7è Exèrcit el 21 d'agost. El 31 d'agost, mentre es trobava en una patrulla de reconeixement, Eberbach va ser capturat per les tropes britàniques a Amiens.

### Després de la Segona Guerra Mundial

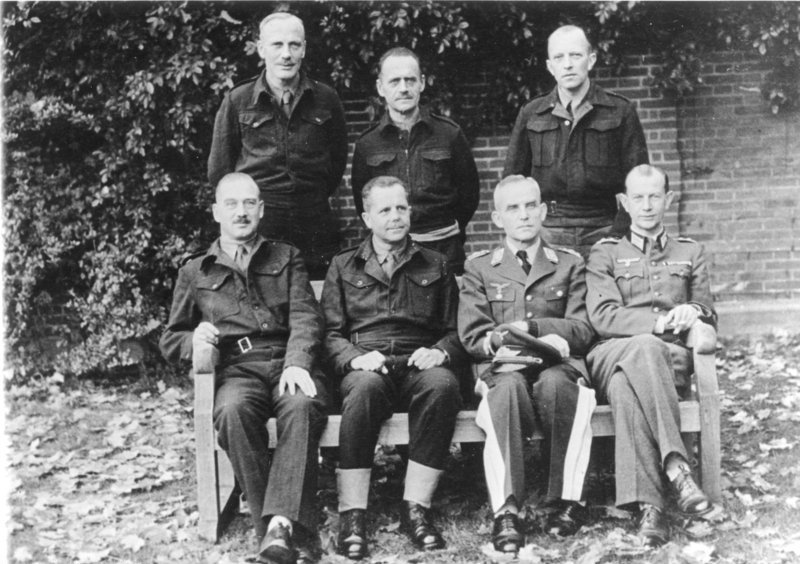
Al camp de presoners de guerra de Trent Park

Eberbach es va mantenir en un camp de presoners de guerra fins al 1948. Gersdorff va participar en la tasca de la Divisió Històrica de l'Exèrcit dels Estats Units, on, sota la direcció de Franz Halder, els generals alemanys van escriure estudis operatius de la Segona Guerra Mundial per a l'exèrcit dels Estats Units, primer com presoners de guerra i després com a empleats. Eberbach va ser el pare de l'oficial naval Heinz-Eugen Eberbach, comandant del U-967 i del U-230 durant la Segona Guerra Mundial.

## Obres
- Eberbach, Heinrich. Panzer Group Eberbach and the Falaise Encirclement.  Karlsruhe, Germany: Historical Division, Headquarters United States Army, Europe, Foreign Military Studies Branch, 1945–1954. OCLC 33089881.

## Promocions
Fahnenjunker - 1 de juliol de 1914
 Leutnant – 25 de febrer de 1915
(...)
 Oberstleutnant – 1937
 Oberst – 14 d'agost de 1940
 Generalmajor – 1 de geber de 1942
 Generalleutnant – 1 d'abril de 1943
 General der Panzertruppen – 1 de maig de 1944

## Condecoracions

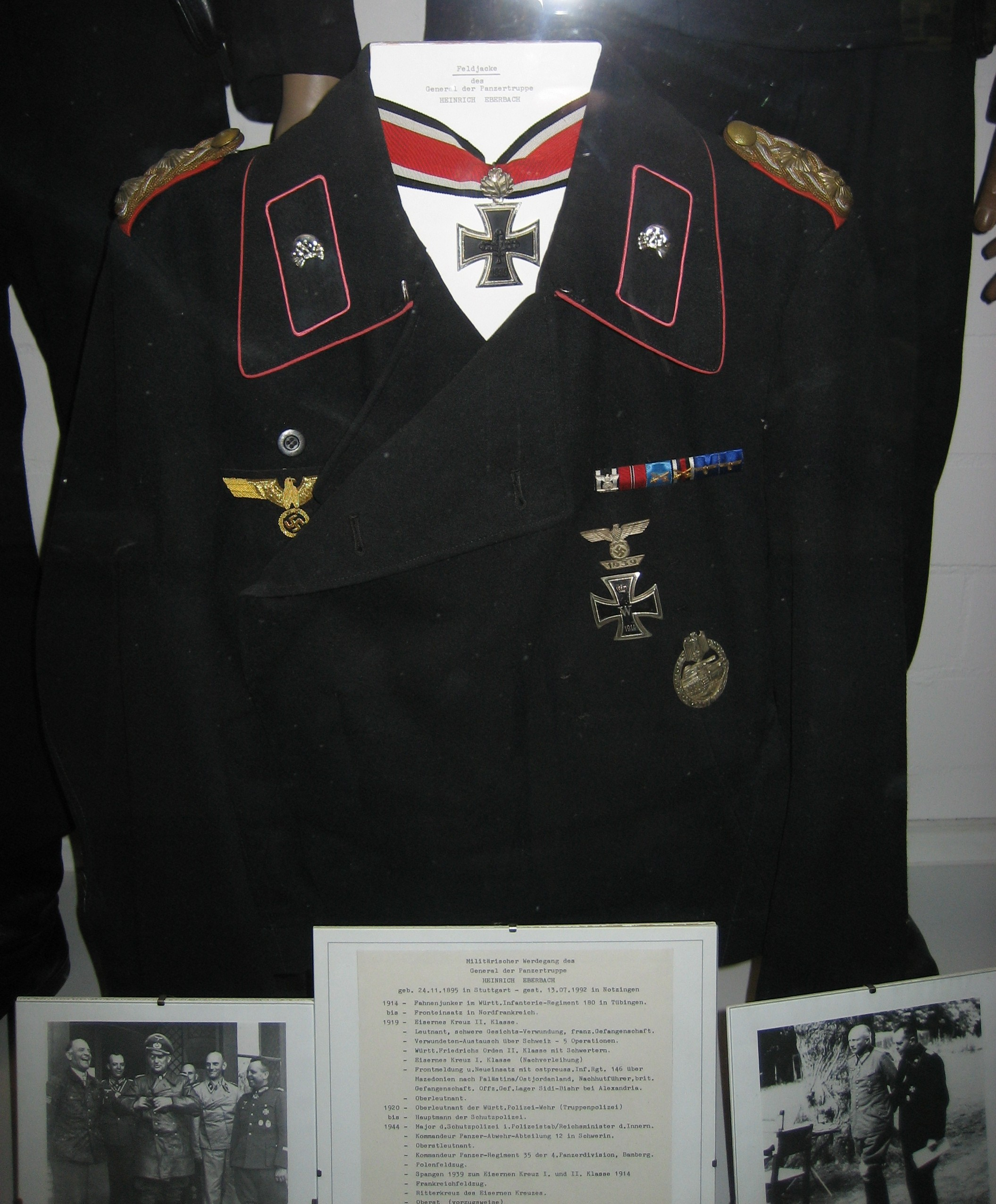
Uniforme de Heinrich Eberbach

Creu de Cavaller de la Creu de Ferro amb Fulles de Roure i Espases:
 Creu de Cavaller: (4 de juliol de 1940) (43è) (com Oberstleutnant i comandant del Panzer-Regiment 35)
 Fulles de Roure: (31/12/1941) (42è) (com Oberts i comandant de la 5. Panzer-Brigade)
 Creu de Ferro 1914 de 1a Classe (4 d'octubre de 1917)
 Creu de Ferro 1914 de 2a Classe (12 d'octubre de 1914)
 Barra de 1939 a la Creu de Ferro 1914 de 1a Classe (2 d'octubre de 1939)
 Barra de 1939 a la Creu de Ferro 1914 de 2a Classe (23 septembre 1939)
 Medalla de la Campanya d'Hivern a l'Est 1941/42
 Creu de Cavaller de 2a classe amb espases de l'Orde de Frederic (Württemberg) (10 de maig de 1917)
 Creu d'Honor dels Combatents del Front
 Medalla del Llarg Servei a la Wehrmacht de I i IV classe
 Insígnia de Ferits 1918 en Negre
Insígnia de Combat de Tancs en Plata